# Foulum
Foulum ist eine Ortschaft in der Region Midtjylland in Dänemark. Sie liegt 14 Kilometer östlich von Viborg, gehört zur Kommune Viborg und hatte 2014 174 Einwohner.
Der Ortsname Foulum ist erstmals 1440 belegt, 1447 in der Form Føvlom, nach dem Altdänischen fyghli (dt. Wildgeflügel) und dem Suffix -um (Siedlung).
Hier wurde 1761 Niels Heidenreich geboren, der 1802 die Goldhörner von Gallehus stahl.

## ForschungszentrumAU Foulum
Südlich der Siedlung liegt das Forschungszentrum AU Foulum, eine Abteilung des Nationalen Zentrums für Nahrungsmittel und Landwirtschaft der Universität Aarhus (DCA - Nationalt Center for Fødevarer og Jordbrug).
Der erste Bauabschnitt wurde 1984 in Betrieb genommen, heute erstreckt sich das Areal auf rund 120.000 m2 mit Forschungsinstituten und Versuchsstallungen für verschiedenste Nutztiere. Zum Zentrum gehört die größte Biogasversuchsanstalt der Welt. Insgesamt sind am AU Foulum rund 700 Mitarbeiter beschäftigt, sowohl in der Grundlagenforschung als auch in praxisorientierter Auftragsforschung. Schwerpunktmäßig wird in den Bereichen Ressourcenausbeutung, Umweltschutz, Tierschutz und Produktqualität geforscht.

## Standort als Datenzentrum
2015 beschloss der US-amerikanische Apple-Konzern, im Jahre 2019 in Foulum ein europäisches Rechenzentrum zu errichten. Die Investitionssumme beläuft sich auf rund 950 Millionen Dollar. Dänemarks Energieminister nannte das Vorhaben die „größte aller bisherigen Auslandsinvestitionen in der Geschichte des Landes“. Hier seien die Energiepreise mit am günstigsten, die Energie werde großteils nachhaltig erzeugt. Hinzu käme die Versorgungssicherheit.
Daher kündigte auch Facebook im Januar 2017 den Bau seines dritten Rechenzentrums außerhalb der USA bei Odense an.
Im November 2017 gab Google bekannt, dass es neben Apples Rechenzentrum ebenfalls ein großes Rechenzentrum errichtet. Neben dem 131 Hektar großen Grundstück im Großraum Aabenraa besitzt Google ein 73 Hektar-Grundstück in Fredericia, 80 Kilometer nördlich von Aabenraa.

## Persönlichkeiten
- Niels Heidenreich (1761–1844), Uhrmacher und Goldschmied